# Geniostoma leenhoutsii
Geniostoma leenhoutsii är en tvåhjärtbladig växtart som beskrevs av B.J. Conn. Geniostoma leenhoutsii ingår i släktet Geniostoma och familjen Loganiaceae. Inga underarter finns listade i Catalogue of Life.